# Gmina Ścinawa
Gmina Ścinawa je polská městsko-vesnická gmina v okrese Lubin v Dolnoslezském vojvodství v Dolním Slezsku. Leží východně od města Lubin. Sídlem gminy a největším sídlem gminy je město Ścinawa. Gmina se nachází na levém břehu veletoku Odra.

## Obyvatelstvo
V roce 2021 zde žilo 9 851 obyvatel. Gmina má rozlohu 164,4 km² a zabírá 23,1 % rozlohy okresu. Skládá se z 20 starostenství.

## Části gminy
Starostenství
Buszkowice, Chełmek Wołowski, Dąbrowa Dolna, Dąbrowa Środkowa, Dębiec, Dłużyce, Dziesław, Dziewin, Jurcz, Krzyżowa, Lasowice, Parszowice, Przychowa, Redlice, Ręszów, Sitno, Turów, Tymowa, Wielowieś, Zaborów
Sídla bez statusu starostenství
Grzybów, Przystań

## Vodstvo
Gmina Ścinawa leží v povodí řeky Odra. Největším vodním tokem je Odra a druhým největším je řeka Zimnica.

## Další informacee
Přes gminu vedou četné cyklostezky, např. dálková Cyklistická trasa řeky Odry (Rowerowy Szlak Odry).

## Galerie

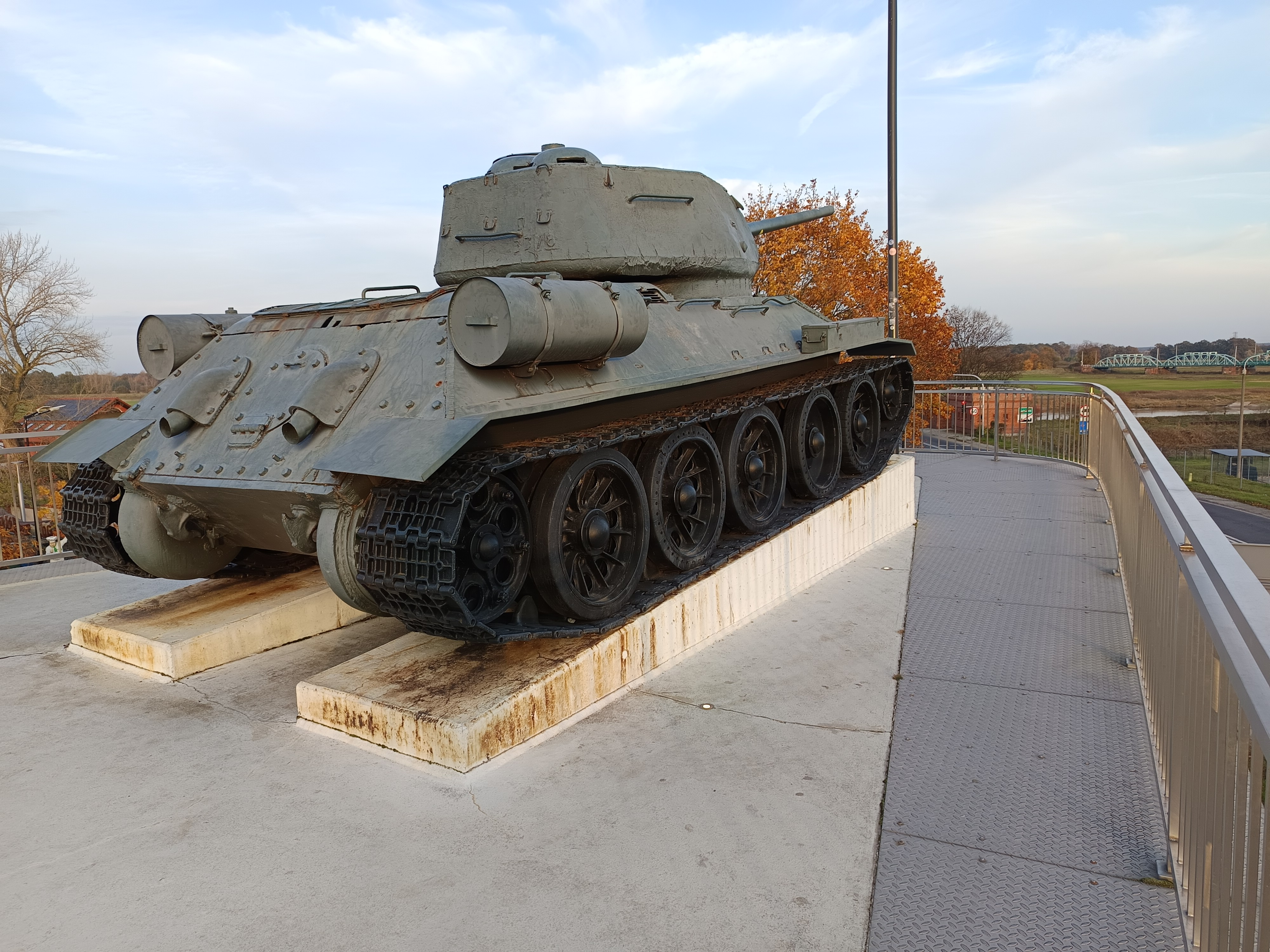
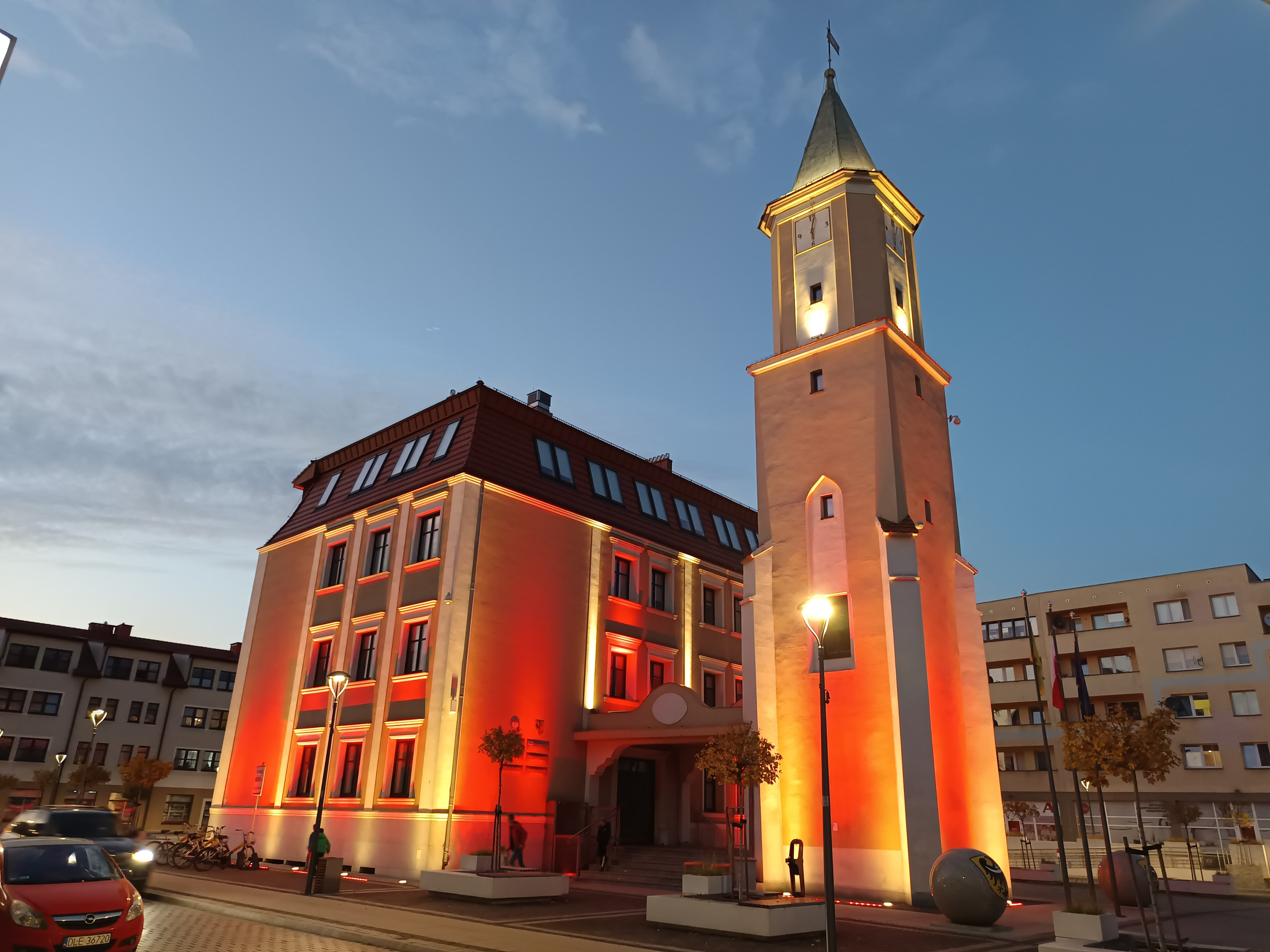
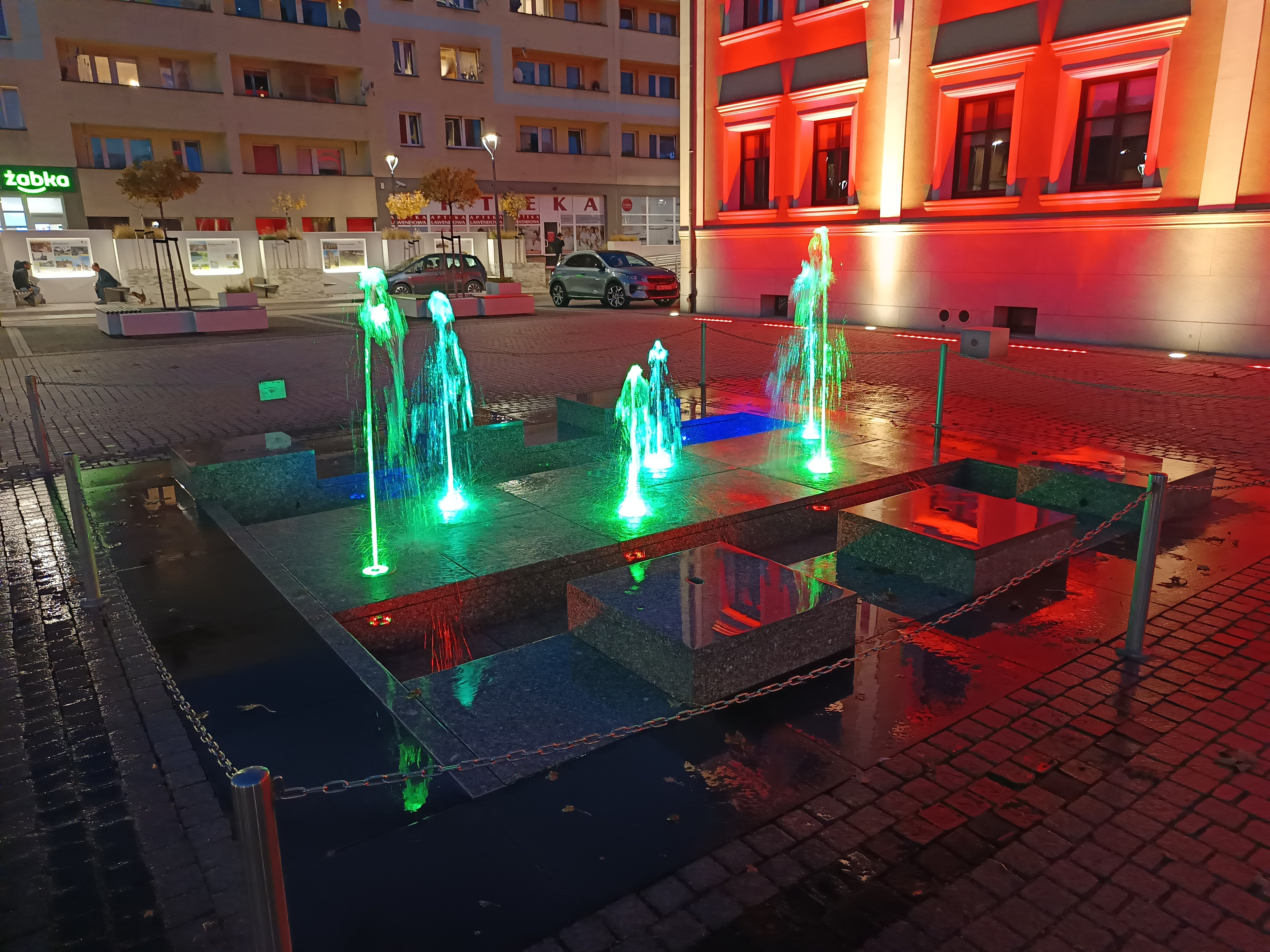
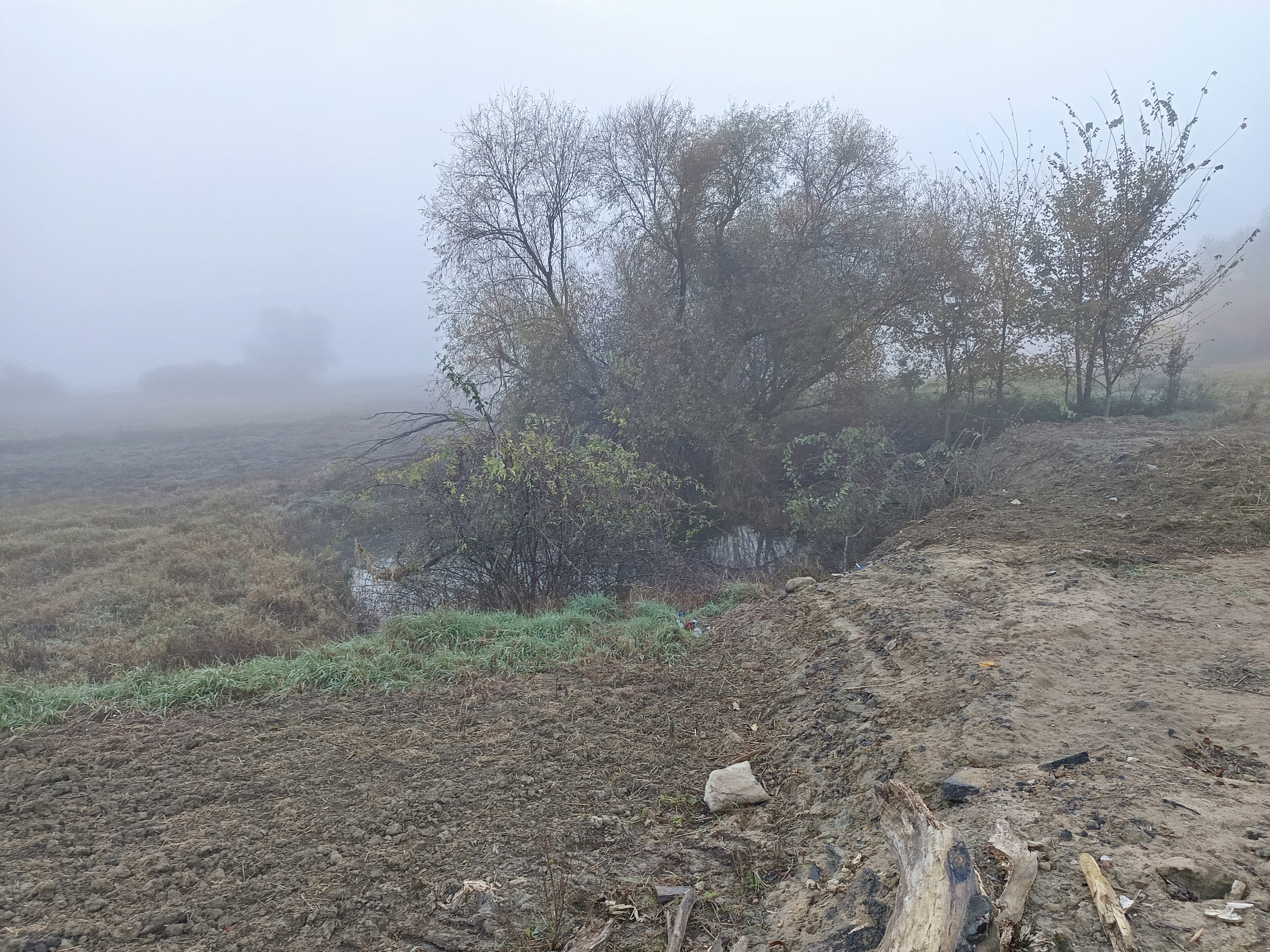
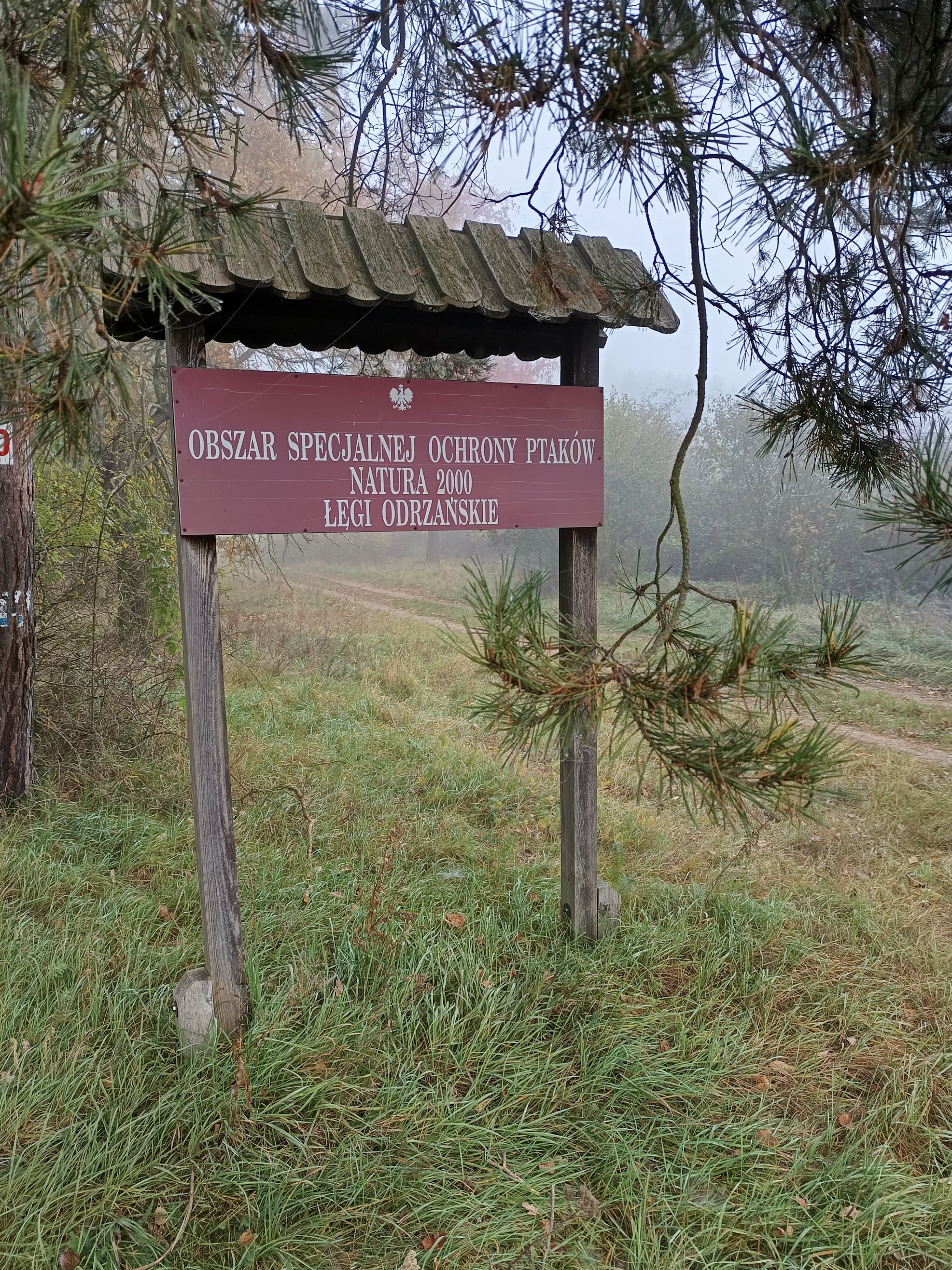
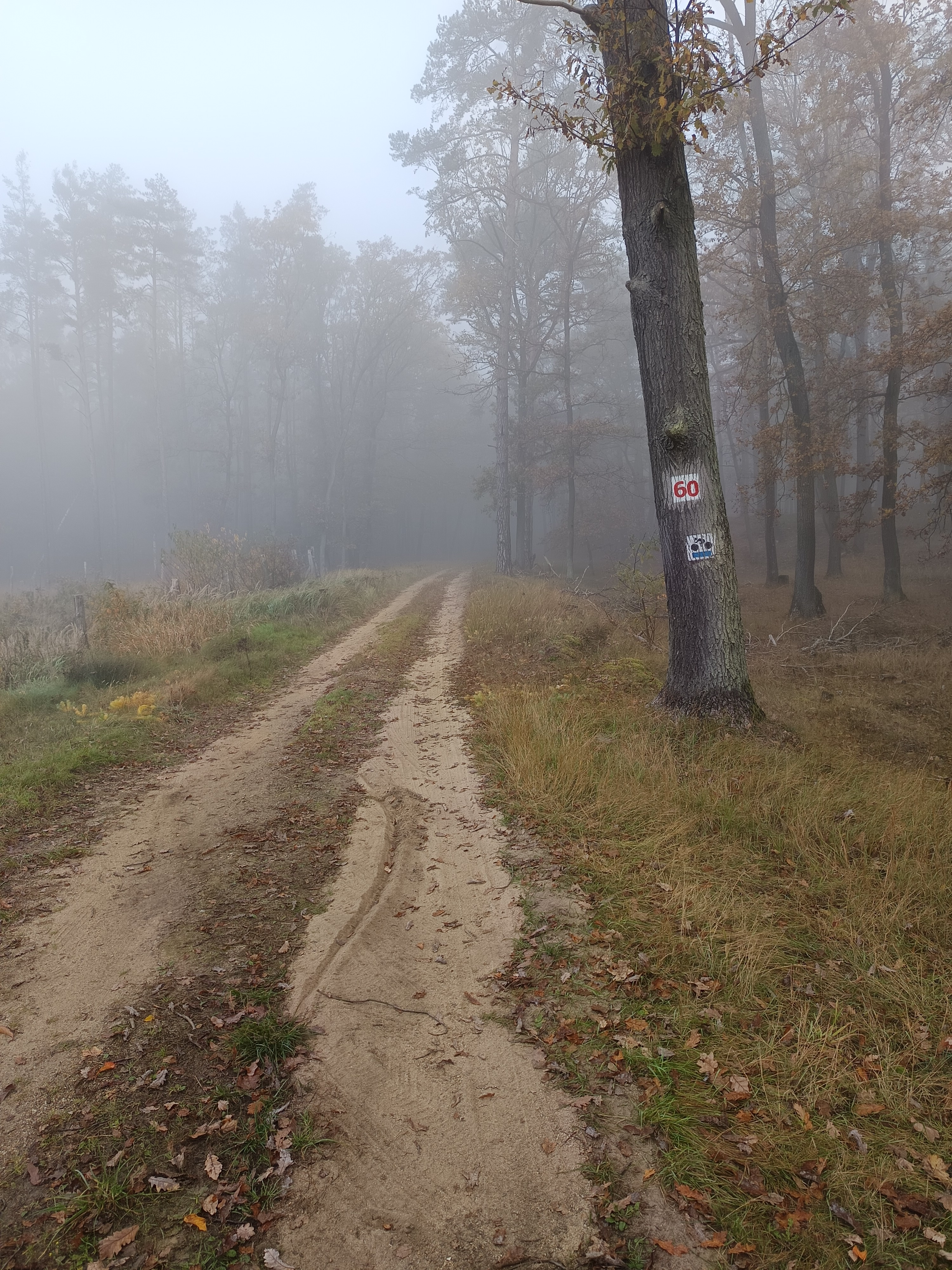